# Saison 2010-2011 de l'Athlétic Club Arles-Avignon
Maillots
Dernière mise à jour : 16 juillet 2011.
Chronologie
Saison précédente Saison suivante
La saison 2010-2011 de l'Athlétic Club Arles-Avignon voit le club s'engager dans trois compétitions que sont la Ligue 1, la Coupe de France et la Coupe de la Ligue. Le club est relégué en Ligue 2 pour la saison 2011-2012.

## Effectif de la saison
L'effectif professionnel de la saison 2010-2011 compte 1 joueur formé au club. 4 joueurs internationaux figurent dans l'équipe.

L'entraîneur des gardiens Fabien Campioni a sous son aile 3 joueurs. 

(*) Joueurs formés au club

### Onze de départ

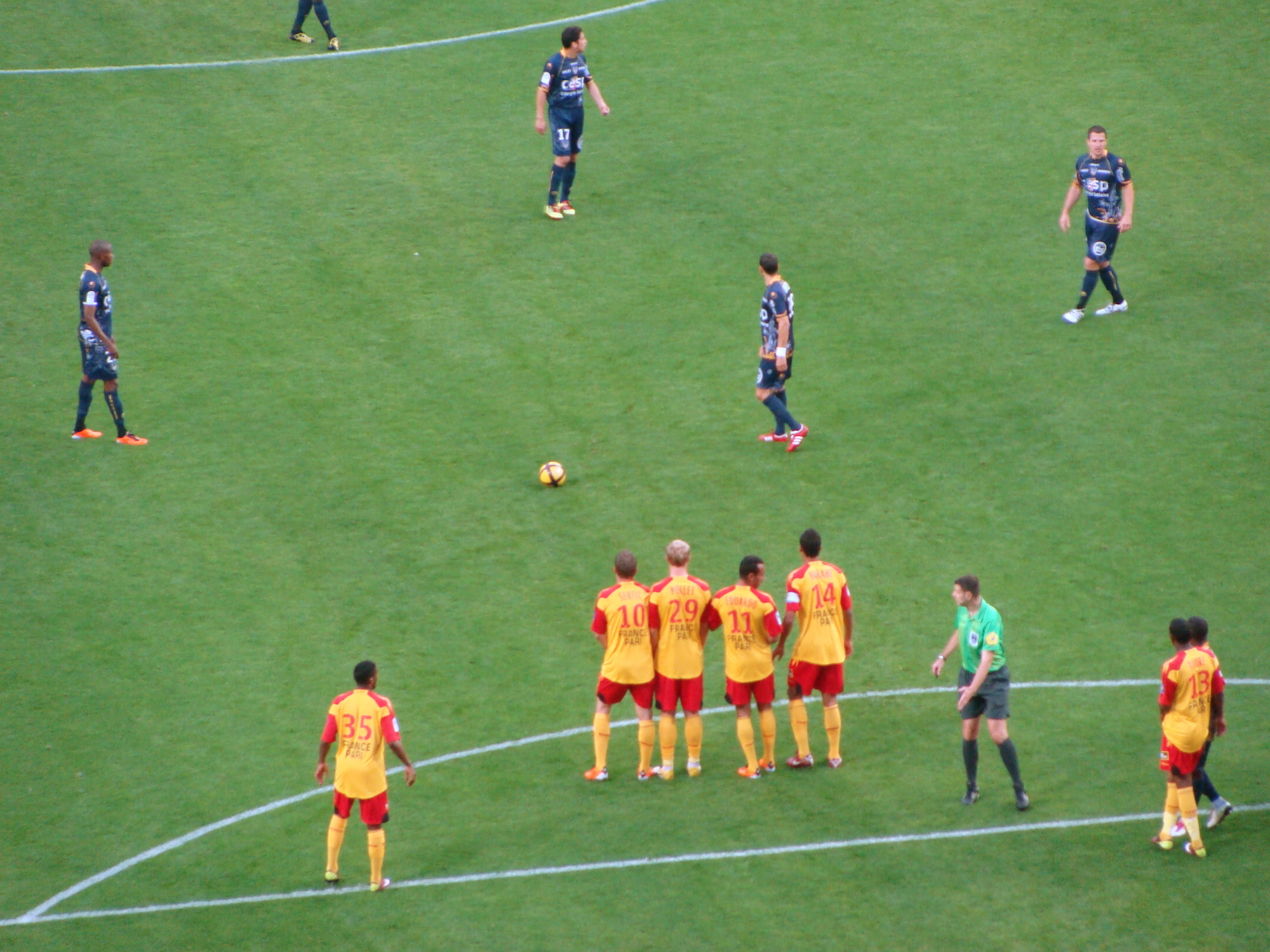
L'unique victoire à l'extérieur de la saison, à Lens

## Transferts

### Été 2010
| Nom                          | Nationalité          | Transfert                  | Provenance/Destination  | Division                     |
| Arrivées                     |                      |                            |                         |                              |
| Chafik Najih                 | France               | Transfert                  | Clermont Foot           | Ligue 2                      |
| Jamel Aït Ben Idir           | Maroc                | Transfert                  | Le Havre AC             | Ligue 2                      |
| Hameur Bouazza               | Algérie              | Transfert                  | Blackpool FC            | The F.A. Premier League      |
| Elamin Erbate                | Maroc                | Transfert                  | Moghreb de Tétouan      | Botola                       |
| Fabien Laurenti              | France               | Transfert                  | Brest                   | Ligue 2                      |
| Franck Dja Djédjé            | France Côte d'Ivoire | Transfert                  | RC Strasbourg           | National                     |
| Álvaro Pérez Mejía           | Espagne              | Transfert                  | Real Murcie             | Segunda División             |
| Johnathan Aparecido da Silva | Brésil               | Transfert                  | Goiás EC                | Brasileirão                  |
| Francisco Pavón              | Espagne              | Transfert                  | Real Saragosse          | Primera División             |
| Camel Meriem                 | France               | Transfert                  | Aris Salonique FC       | Superleague Elláda           |
| Ángelos Basinás              | Grèce                | Transfert                  | Portsmouth FC           | The F.A. Premier League      |
| Ángelos Charistéas           | Grèce                | Transfert                  | Bayer Leverkusen        | 1. Bundesliga                |
| Vincent Planté               | France               | Prêt                       | AS Saint-Étienne        | Ligue 1                      |
| Yann Kermorgant              | France               | Prêt                       | Leicester City FC       | Football League Championship |
| Kamel Ghilas                 | Algérie              | Prêt                       | Hull City AFC           | Football League Championship |
| Jean-Alain Fanchone          | France               | Prêt                       | RC Strasbourg           | National                     |
| Rémy Cabella                 | France               | Prêt                       | Montpellier HSC         | Ligue 1                      |
| Loïc Abenzoar                | France               | Prêt                       | Olympique lyonnais      | Ligue 1                      |
| Retours de prêt              |                      |                            |                         |                              |
| Signatures pros              |                      |                            |                         |                              |
| Départs                      |                      |                            |                         |                              |
| Romain Reynaud               | France               | Transfert                  | LB Châteauroux          | Ligue 2                      |
| Marvin Esor                  | France               | Transfert                  | Clermont Foot           | Ligue 2                      |
| Maurice-Junior Dalé          | France               | Transfert (0.30M€),        | Unirea Urziceni         | Liga I                       |
| Matthieu Sans                | France               | Fin de contrat             | Sporting Club de Bastia | National                     |
| Jean-Charles Cirilli         | France               | Fin de contrat             | Amiens SC               | National                     |
| Ludovic Liron                | France               | Fin de contrat             | AS Béziers              | CFA                          |
| Prêts                        |                      |                            |                         |                              |
| Romain Élie                  | France               | Prêt (avec option d'achat) | Royal Charleroi SC      | Jupiler Pro League           |
| André Ayew                   | Ghana                | Retour de prêt             | Olympique de Marseille  | Ligue 1                      |
| Steve Pinau                  | France               | Retour de prêt             | Genoa CFC               | Série A                      |
| Ali-Azouz Mathlouthi         | Tunisie              | Retour de prêt             | RC Strasbourg           | National                     |
| Fins de contrat              |                      |                            |                         |                              |
| Benjamin Oliveras            | France               | Fin de contrat             |                         |                              |
| Jean-Christophe Vergerolle   | France               | Fin de contrat             |                         |                              |
| Nicolas Hislen               | France               | Fin de contrat             |                         |                              |

### Hiver 2011
| Nom                | Nationalité | Transfert              | Provenance/Destination | Division      |
| Arrivées           |             |                        |                        |               |
| Dianbobo Baldé     | Guinée      | Fin de contrat         | Valenciennes FC        | Ligue 1       |
| Retours de prêt    |             |                        |                        |               |
| Signatures pros    |             |                        |                        |               |
| Départs            |             |                        |                        |               |
| Ángelos Basinás    | Grèce       | Résiliation de contrat |                        |               |
| Ángelos Charistéas | Grèce       | Résiliation de contrat | Schalke 04             | 1. Bundesliga |
| Elamin Erbate      | Maroc       | Résiliation de contrat | Raja Casablanca        | Botola        |
| Álvaro Pérez Mejía | Espagne     | Résiliation de contrat | Konyaspor              | Süper Lig     |
| Benjamin Psaume    | France      | Résiliation de contrat | ES Troyes AC           | Ligue 2       |
| Prêts              |             |                        |                        |               |
| Fins de contrat    |             |                        |                        |               |

## Rencontres de la saison

### Matchs amicaux
L'Athlétic Club Arles-Avignon commence sa saison 2010-2011 avec quatre matchs de préparation au programme avant le début des compétitions officielles, réparties sur le mois de juillet ainsi que deux stages, l'un à Peralada en Espagne et l'autre à Albertville. Le match prévu le 21 juillet à Sainte-Maxime contre Châteauroux et celui contre l'AS Monaco sont annulés ainsi que le stage à Megève.

### Ligue 1
| Date         | N o | Adversaire             | Lieu | Résultat | Buteurs pour l'ACA                   | Place | Affluence |
| ------------ | --- | ---------------------- | ---- | -------- | ------------------------------------ | ----- | --------- |
| 7 août       | 1   | FC Sochaux-Montbéliard | Ext. | 2 - 1    | Dja Djédjé 11e                       | 18e   | 10 381    |
| 14 août      | 2   | RC Lens                | Dom. | 0 - 1    |                                      | 20e   | 10 881    |
| 21 août      | 3   | Toulouse FC            | Ext. | 2 - 1    | Dja Djédjé 64e                       | 20e   | 16 233    |
| 29 août      | 4   | Stade rennais          | Dom. | 0 - 1    |                                      | 20e   | 9 364     |
| 11 septembre | 5   | Paris Saint-Germain    | Ext. | 4 - 0    |                                      | 20e   | 19 025    |
| 18 septembre | 6   | Olympique de Marseille | Dom. | 0 - 3    |                                      | 20e   | 15 003    |
| 25 septembre | 7   | Montpellier HSC        | Ext. | 3 - 1    | Kermorgant 61e                       | 20e   | 13 748    |
| 2 octobre    | 8   | AJ Auxerre             | Dom. | 0 - 4    |                                      | 20e   | 12 459    |
| 16 octobre   | 9   | Stade brestois 29      | Ext. | 0 - 0    |                                      | 20e   | 12 406    |
| 23 octobre   | 10  | Olympique lyonnais     | Dom. | 1 - 1    | Dja Djédjé 36e                       | 20e   | 11 547    |
| 30 octobre   | 11  | FC Lorient             | Ext. | 2 - 0    |                                      | 20e   | 15 758    |
| 7 novembre   | 12  | SM Caen                | Dom. | 3 - 2    | Germany 24e Diawara 33e 76e          | 20e   | 7 430     |
| 13 novembre  | 13  | AS Monaco              | Ext. | 0 - 0    |                                      | 20e   | 5 161     |
| 20 novembre  | 14  | Girondins de Bordeaux  | Dom. | 2 - 4    | Meriem 22e Bouazza 89e               | 20e   | 9 285     |
| 27 novembre  | 15  | Valenciennes           | Ext. | 3 -0     |                                      | 20e   | 9 829     |
| 4 décembre   | 16  | AS Nancy-Lorraine      | Dom. | 1 - 1    | Dja Djédjé 8e                        | 20e   | 7 295     |
| 11 décembre  | 17  | Lille OSC              | Dom. | 0 - 1    |                                      | 20e   | 7 955     |
| 19 décembre  | 18  | AS Saint-Etienne       | Ext. | 2 - 0    |                                      | 20e   | 21 883    |
| 22 décembre  | 19  | OGC Nice               | Dom. | 0 - 0    |                                      | 20e   | 9 085     |
| 15 janvier   | 20  | Stade rennais          | Ext. | 4 - 0    |                                      | 20e   | 19 857    |
| 29 janvier   | 21  | Paris Saint-Germain    | Dom. | 1 - 2    | N'Diaye 57e                          | 20e   | 8 576     |
| 5 février    | 22  | Olympique de Marseille | Ext. | 1 - 0    |                                      | 20e   | 47 737    |
| 12 février   | 23  | Montpellier HSC        | Dom. | 0 - 0    |                                      | 20e   | 8 489     |
| 19 février   | 24  | AJ Auxerre             | Ext. | 1 - 1    | N'Diaye 65e                          | 20e   | 10 316    |
| 26 février   | 25  | Stade brestois 29      | Dom. | 1 - 1    | Ghilas 37e                           | 20e   | 7 410     |
| 5 mars       | 26  | Olympique lyonnais     | Ext. | 5 - 0    |                                      | 20e   | 36 786    |
| 12 mars      | 27  | FC Lorient             | Dom. | 3 - 3    | Meriem 6e Kermorgant 64e Cabella 80e | 20e   | 7 397     |
| 19 mars      | 28  | SM Caen                | Ext. | 2 - 0    |                                      | 20e   | 14 715    |
| 2 avril      | 29  | AS Monaco              | Dom. | 0 - 2    |                                      | 20e   | 9 203     |
| 9 avril      | 30  | Girondins de Bordeaux  | Ext. | 0 - 0    |                                      | 20e   | 24 250    |
| 16 avril     | 31  | Valenciennes FC        | Dom. | 0 - 1    |                                      | 20e   | 7 652     |
| 24 avril     | 32  | AS Nancy-Lorraine      | Ext. | 0 - 0    |                                      | 20e   | 18 873    |
| 30 avril     | 33  | Lille OSC              | Ext. | 5 - 0    |                                      | 20e   | 16 937    |
| 7 mai        | 34  | AS Saint-Etienne       | Dom. | 0 - 1    |                                      | 20e   | 10 471    |
| 11 mai       | 35  | OGC Nice               | Ext. | 3 - 2    | Cabella 39e Diawara 93e              | 20e   | 7 526     |
| 15 mai       | 36  | Toulouse FC            | Dom. | 1 - 0    | Ghilas 20e                           | 20e   | 7 568     |
| 21 mai       | 37  | RC Lens                | Ext. | 0 - 1    | Kermorgant 44e                       | 20e   | 28 705    |
| 29 mai       | 38  | FC Sochaux-Montbéliard | Dom. | 1 - 3    | Cabella 27e                          | 20e   | 7 880     |

### Coupe de la Ligue
Arles-Avignon en tant qu'équipe de Ligue 1 est exempt des trente-deuxièmes de finales de la Coupe de la Ligue, à laquelle elle participe pour la deuxième fois.
| Date         | Tour               | Adversaire | Lieu                     | Résultat | Buteurs pour l'ACA | Affluence |
| ------------ | ------------------ | ---------- | ------------------------ | -------- | ------------------ | --------- |
| 22 septembre | Seizième de finale | SM Caen    | Parc des Sports, Avignon | 0 - 1    |                    | 4 357     |

### Coupe de France
| Date      | Tour                      | Adversaire | Lieu                     | Résultat                  | Buteurs pour l'ACA | Affluence |
| --------- | ------------------------- | ---------- | ------------------------ | ------------------------- | ------------------ | --------- |
| 8 janvier | Trente-deuxième de finale | CS Sedan   | Parc des Sports, Avignon | 1 - 1 · 2 tirs au but à 4 | Kermorgant 94e     | 2 093     |

## Statistiques

### Statistiques collectives
| Compétition       | Débute au tour            | Place ou tour final       | Première rencontre | Dernière rencontre | Nombre |
| ----------------- | ------------------------- | ------------------------- | ------------------ | ------------------ | ------ |
| Ligue 1           | -                         |                           | 7 août 2010        | 29 mai 2011        | 38     |
| Coupe de France   | Trente-deuxième de finale | Trente-deuxième de finale | 8 janvier 2011     | 8 janvier 2011     | 1      |
| Coupe de la Ligue | Seizième de finale        | Seizième de finale        | 22 septembre 2010  | 22 septembre 2010  | 1      |

### Statistiques individuelles
| Numéro | Nat. | Nom          | Ligue 1 | Ligue 1     | Ligue 1 | Ligue 1      | Coupe de France | Coupe de France | Coupe de France | Coupe de France | Coupe de la Ligue | Coupe de la Ligue | Coupe de la Ligue | Coupe de la Ligue | Total | Total       | Total  | Total        |
| Numéro | Nat. | Nom          | M.j.    | But inscrit | Averti  | Carton rouge | M.j.            | But inscrit     | Averti          | Carton rouge    | M.j.              | But inscrit       | Averti            | Carton rouge      | M.j.  | But inscrit | Averti | Carton rouge |
| ------ | ---- | ------------ | ------- | ----------- | ------- | ------------ | --------------- | --------------- | --------------- | --------------- | ----------------- | ----------------- | ----------------- | ----------------- | ----- | ----------- | ------ | ------------ |
| 1      |      | Planté       | 3       | 0           | 0       | 0            | 0               | 0               | 0               | 0               | 0                 | 0                 | 0                 | 0                 | 3     | 0           | 0      | 0            |
| 2      |      | Mejía        | 4       | 0           | 0       | 0            | 0               | 0               | 0               | 0               | 0                 | 0                 | 0                 | 0                 | 4     | 0           | 0      | 0            |
| 3      |      | Elie         | 0       | 0           | 0       | 0            | 0               | 0               | 0               | 0               | 0                 | 0                 | 0                 | 0                 | 0     | 0           | 0      | 0            |
| 4      |      | Erbate       | 3       | 0           | 2       | 0            | 0               | 0               | 0               | 0               | 0                 | 0                 | 0                 | 0                 | 3     | 0           | 2      | 0            |
| 5      |      | Soro         | 2       | 0           | 1       | 0            | 0               | 0               | 0               | 0               | 0                 | 0                 | 0                 | 0                 | 2     | 0           | 1      | 0            |
| 6      |      | Aït Ben Idir | 2       | 0           | 1       | 0            | 0               | 0               | 0               | 0               | 0                 | 0                 | 0                 | 0                 | 2     | 0           | 1      | 0            |
| 7      |      | Psaume       | 3       | 0           | 1       | 0            | 0               | 0               | 0               | 0               | 0                 | 0                 | 0                 | 0                 | 3     | 0           | 1      | 0            |
| 8      |      | Piocelle     | 3       | 0           | 0       | 0            | 0               | 0               | 0               | 0               | 0                 | 0                 | 0                 | 0                 | 3     | 0           | 0      | 0            |
| 9      |      | Charistéas   | 2       | 0           | 0       | 0            | 0               | 0               | 0               | 0               | 0                 | 0                 | 0                 | 0                 | 2     | 0           | 0      | 0            |
| 10     |      | Ghilas       | 3       | 0           | 0       | 0            | 0               | 0               | 0               | 0               | 0                 | 0                 | 0                 | 0                 | 3     | 0           | 0      | 0            |
| 11     |      | Bouazza      | 0       | 0           | 0       | 0            | 0               | 0               | 0               | 0               | 0                 | 0                 | 0                 | 0                 | 0     | 0           | 0      | 0            |
| 12     |      | N'Diaye      | 3       | 0           | 1       | 0            | 0               | 0               | 0               | 0               | 0                 | 0                 | 0                 | 0                 | 3     | 0           | 1      | 0            |
| 13     |      | Abenzoar     | 2       | 0           | 0       | 0            | 0               | 0               | 0               | 0               | 0                 | 0                 | 0                 | 0                 | 2     | 0           | 0      | 0            |
| 14     |      | Najih        | 2       | 0           | 0       | 0            | 0               | 0               | 0               | 0               | 0                 | 0                 | 0                 | 0                 | 2     | 0           | 0      | 0            |
| 15     |      | Laurenti     | 2       | 0           | 0       | 0            | 0               | 0               | 0               | 0               | 0                 | 0                 | 0                 | 0                 | 2     | 0           | 0      | 0            |
| 16     |      | Merville     | 1       | 0           | 0       | 0            | 0               | 0               | 0               | 0               | 0                 | 0                 | 0                 | 0                 | 1     | 0           | 0      | 0            |
| 17     |      | Ayasse       | 4       | 0           | 1       | 0            | 0               | 0               | 0               | 0               | 0                 | 0                 | 0                 | 0                 | 4     | 0           | 1      | 0            |
| 18     |      | Kermorgant   | 4       | 0           | 0       | 0            | 0               | 0               | 0               | 0               | 0                 | 0                 | 0                 | 0                 | 4     | 1           | 0      | 0            |
| 19     |      | Diawara      | 0       | 0           | 0       | 0            | 0               | 0               | 0               | 0               | 0                 | 0                 | 0                 | 0                 | 0     | 0           | 0      | 0            |
| 20     |      | Cabella      | 17      | 3           | 2       | 0            | 1               | 0               | 0               | 0               | 0                 | 0                 | 0                 | 0                 | 18    | 3           | 2      | 0            |
| 21     |      | Himmes       | 0       | 0           | 0       | 0            | 0               | 0               | 0               | 0               | 0                 | 0                 | 0                 | 0                 | 0     | 0           | 0      | 0            |
| 22     |      | Germany      | 1       | 0           | 0       | 0            | 0               | 0               | 0               | 0               | 0                 | 0                 | 0                 | 0                 | 1     | 0           | 0      | 0            |
| 23     |      | Fanchone     | 3       | 0           | 0       | 0            | 0               | 0               | 0               | 0               | 0                 | 0                 | 0                 | 0                 | 3     | 0           | 0      | 0            |
| 24     |      | Corrèze      | 0       | 0           | 0       | 0            | 0               | 0               | 0               | 0               | 0                 | 0                 | 0                 | 0                 | 0     | 0           | 0      | 0            |
| 26     |      | Basinás      | 1       | 0           | 0       | 0            | 0               | 0               | 0               | 0               | 0                 | 0                 | 0                 | 0                 | 1     | 0           | 0      | 0            |
| 28     |      | Meriem       | 2       | 0           | 0       | 0            | 0               | 0               | 0               | 0               | 0                 | 0                 | 0                 | 0                 | 2     | 0           | 0      | 0            |
| 29     |      | Dja Djédjé   | 4       | 2           | 0       | 0            | 0               | 0               | 0               | 0               | 0                 | 0                 | 0                 | 0                 | 4     | 2           | 0      | 0            |
| 33     |      | Guise        | 1       | 0           | 0       | 0            | 0               | 0               | 0               | 0               | 0                 | 0                 | 0                 | 0                 | 1     | 0           | 0      | 0            |
| --     |      | Yattara      | 0       | 0           | 0       | 0            | 0               | 0               | 0               | 0               | 0                 | 0                 | 0                 | 0                 | 0     | 0           | 0      | 0            |

Dernière mise à jour le 29 mai 2011